# Азербайджанские музыкальные инструменты
Азербайджанские народные музыкальные инструменты (азерб. Azərbaycan xalq çalğı alətləri) — музыкальные инструменты, используемые азербайджанским народом при исполнении музыки (мугамов, народной музыки, в оркестрах). Азербайджанские музыкальные инструменты делятся на три основные группы — струнные, ударные, духовые. Отделка музыкальных инструментов также составляет особую отрасль народного творчества.

## История
Упоминаются такие мастера азербайджанского музыкального искусства как Алихан Тебризи и Ризаддин Ширвани. Первый из них изобрёл музыкальный инструмент шуштер, а второй — шешхана. Турецкий путешественник Эвлия Челеби (XVII в.) сообщает, что знаменитый сазандар своего времени, нахичеванец Мурад Ага, был переселён турецким султаном Мурадом III в Константинополь.
В 1931 году в стенах Азербайджанского Комитета по радиовещанию азербайджанским композитором Узеиром Гаджибековым был создан нотный оркестр азербайджанских народных инструментов. Мысль же о создании этого оркестра была подана Гаджибекову Муслимом Магомаевым.
В январе 2000 года при Азербайджанской государственной филармонии был создан Азербайджанский государственный оркестр народных инструментов
5-7 ноября 2012 года во Франции, в Музее искусства и истории города Коньяк состоялась выставка, посвященной азербайджанскому искусству и ремеслу, на которой в числе прочих предметов были выставлены и некоторые азербайджанские народные музыкальные инструменты.
- Первый нотный азербайджанский оркестр народных инструментов
- Узеир Гаджибеков среди участников созданного им нотного оркестра азербайджанских народных инструментов (1932 год)

## Классификация

### Струнные
В группе струнных инструментов в первую очередь называют спутник ашуга — саз (азерб. saz), наиболее старинный и популярный инструмент. В народной поэзии саз воспет как «сладкозвучный» и «золотой». Саз принадлежит к числу лютневых инструментов с длинным грифом (от 1 до 1,5 м); Корпус инструмента грушевидный, большой и глубокий. Его изготавливают из тутового дерева, которое со временем темнеет и придаёт характерный коричневый цвет. Металлические струны саза делятся на мелодическую, настроечную и аккомпанирующую группы, число струн колеблется от четырёх до восьми и более. Обладает саз звонким тембром и мелодичностью и служит аккомпанирующим инструментом к сольному пению. Среди ашугов популярен длинный саз; его носят на ремне через плечо. Стоит отметить, что искусство азербайджанских ашугов внесено в список нематериального культурного наследия человечества.
Тар (азерб. tar), так же как саз, лютневый инструмент, напоминающий по форме гитару. Обычное число струн — 11, разделяющихся, как и на сазе, на три группы: мелодическую, настроечную и аккомпанирующую. Дека тара делается не из дерева, как у саза, а из бычьего пузыря, что сообщает тару особый тембр. Сложный звукоряд инструмента позволяет добиваться интонационного разнообразия. Тар — обязательный инструмент ханенде при исполнении мугамов. Азербайджанское искусство игры на таре и мастерство его изготовления, также как и мугам, внесено в список нематериального культурного наследия человечества.
Кеманча (азерб. kamança) — смычковый трёх- или четырёх-, а иногда и пятиструнный инструмент, с круглым корпусом и округлым грифом. Для игры на кеманче используют лукообразный смычок, держа инструмент вертикально на колени. По тембру кеманча напоминает скрипку.
Помимо вышеперечисленного среди азербайджанских инструментов выделяются гопуз, чогур, чагане, барбет, ширванский танбур, ченг, руд, сантур и канун.
- Музыканты с различными струнными инструментами
- Ашуг с сазом
- Мешади Джамиль Амиров с таром
- Музыкант, играющий на кеманче
- Музыкант, играющий на чагане

### Ударные
Группу ударных инструментов составляют барабаны, литавры, бубны. Азербайджанский барабан нагара (азерб. nağara) отличается от обычного барабана тем, что при игре на нём вместо палочек ударяют просто руками. Существуют такие разновидности нагары, как голтуг нагара, джура нагара, беюк нагара. Азербайджанские литавры гоша-нагара (азерб. qoşa nağara) — это парные барабанчики небольших размеров, причём диаметр одного несколько меньше диаметра другого, что заставляет их звучать по-разному. Корпус барабанчиков керамический, мембрана же делается из кожи. Это придаёт своеобразный, глуховатый оттенок звуку. Оба барабанчика укреплены на неподвижной основе. Часто на этой основе укрепляют ещё и металлический колокольчик на длинной ножке. По барабанчикам обычно ударяют руками, иногда используют палочки.
Бубен (гавал (азерб. qaval) и деф (азерб. dəf)) состоит из деревянного обруча, который обтягивается мембраной из бычьего пузыря. С внутренней стороны состоит из колец и погремушек. Помимо перечисленных среди ударных народных инструментов выделяются лаггуту и дарбука.
- Музыканты с различными ударными инструментами
- Джаббар Карьягдыоглы с гавалом
- Натик Ширинов с нагарой

### Духовые
Азербайджанские духовые народные инструменты бывают двух типов — флейтового и гобойного. К числу первых относится тутек (азерб. tütək), представляющий собой пастушескую свирель простейшей конструкции, к числу вторых — балабан (азерб. balaban), разновидность цилиндрического гобоя. Оба инструмента имеют двойной тростниковый мундштук и одинаковое количество пальцевых отверстий. Разница в звуке создаётся благодаря различному устройству звуковых каналов.
К числу гобойных инструментов относится и зурна (азерб. zurna), имеющая коническую форму канала. Это сообщает звуку инструмента резкость. Поэтому балабан чаще употребляется в помещении, зурна — на воздухе. Именно своеобразный и сильный звук этих инструментов делает их любимыми народными инструментами. Саз с балабаном и ударным инструментом составляли ашугский ансамбль, а тар с кеманчей и бубном сопровождали исполнение певцов мугамов — ханенде, духовым же народным ансамблем можно считать гоша зурна (азерб. qoşa zurna — две зурны) в сопровождении балабана.
Также среди азербайджанских духовых инструментов можно назвать най и тулум.

## Галерея
- Народные музыкальные инструменты, выставленные в Музее искусства и истории города Коньяк (Франция) в дни Выставки, посвященной азербайджанскому искусству и ремеслу. 5-7 ноября 2012
- Тар
- Саз
- Кяманча
- Тутек, зурна и балабан
- Канун
- Гоша-нагара
- Гавал
- Уд

## В филателии
- Азербайджанские народные инструменты: баламан, нагара, тар, саз и зурна. Почтовая марка СССР, 1990
- Тар. Почтовая марка Азербайджана, 2011
- Гавал и кеманча. Почтовая марка Азербайджана, 2004

- Гавал. Почтовая марка Азербайджана, 1997
- Танбур. Почтовая марка Азербайджана, 1997
- Ченг. Почтовая марка Азербайджана, 1997